# Voice of the Heart
Voice of the Heart är ett album av The Carpenters, släppt den 18 oktober 1983.

## Låtlista
1. Now - 3:46
2. Sailing On The Tide - 4:21
3. You're Enough - 3:46
4. Make Believe It's Your First Time - 4:07
5. Two Lives - 4:32
6. At The End Of A Song - 3:42
7. Ordinary Fool - 3:40
8. Prime Time Love - 3:10
9. Your Baby Doesn't Love You Anymore - 3:51
10. Look To Your Dreams - 4:28